# Fundo Global para o Meio Ambiente
O EGF (em inglês, Global Environment Facility) foi apresentado na reunião de Paris, em novembro de 1990, como um Programa Piloto para auxiliar os países em desenvolvimento na implementação de projetos que buscassem soluções para as preocupações globais em relação à proteção dos ecossistemas e à biodiversidade.
O EGF é um mecanismo de cooperação internacional com a finalidade de prover recursos adicionais
O Brasil aderiu ao fundo em 13 de junho de 1994.
Cada país recebedor de assistência do Fundo possui escritórios oficiais no governo, responsáveis pelas atividades do GEF: o ponto focal político do GEF no Brasil é o Ministério das Relações Exteriores (MRE) e o ponto focal operacional é a Secretaria de Assuntos Internacionais do Ministério do Planejamento, Orçamento e Gestão (MP/SEAIN).